# Rue de la Limace
La rue de la Limace est une ancienne rue de Paris. Elle disparait en 1866 lors du percement de la rue des Halles dans le cadre de la réorganisation des abords des Halles. Elle était située dans l'ancien 4e arrondissement.

## Situation
Cette rue commençait aux 11-16, rue des Déchargeurs et finissait aux 14-16, rue des Bourdonnais. Elle était située dans l'ancien 4e arrondissement dans le quartier Saint-Honoré.
Les numéros de la rue étaient rouges. Le dernier numéro impair était le no 9 et le dernier numéro pair était le no 26.

## Origine du nom
Le nom de « limace » pourrait venir d'une enseigne.

## Historique
Cette voie est citée dans Le Dit des rues de Paris, de Guillot de Paris, sous la forme « rue de la Mancherie ».
En 1412, elle porte déjà le nom de « rue de la Limace ».
Comme elle faisait anciennement partie de la place aux Pourceaux, qui fut nommée ensuite place aux Chats, on trouve cette rue nommée « rue aux Chats » et « rue de la Place-aux-Chats ». À partir de 1575, elle est nommée « place aux Pourceaux », « rue de la Limace », « rue de la Vieille-Place-aux-Pourceaux », pour reprendre le nom de « rue de la Limace ».
Elle est citée sous le nom de « rue de la Limasse » dans un manuscrit de 1636.
Une décision ministérielle du 12 fructidor an V (29 août 1797), signée Neufchâteau fixe la largeur de la rue de la Limace à 8 mètres.
Une ordonnance royale du 9 décembre 1838 porte la largeur de la rue à 10 mètres.
En 1844, il existait dans cette rue une conduite d'eau qui distribuait 2 bornes-fontaines à partir de la rue des Bourdonnais et la rue était éclairée au gaz.
Un décret du 21 juin 1854 qui réorganise les abords des Halles prévoit le percement de la rue des Halles. Dans le cadre de cette vaste opération d'urbanisme, la rue est absorbée par la rue des Halles en 1866,. 
Une estampe conservée à la Bibliothèque nationale de France témoigne de l'avancement des démolitions à l'angle des rues de la Limace et des Déchargeurs, en 1865.

### Place aux Pourceaux
Ce lieu portait le nom de « Place aux Pourceaux » ou « Place du Marché aux pourceaux » car il s’y tenait le marché aux pourceaux et est cité dans Le Dit des rues de Paris sous le nom de « viez place A Pourciaus ». Selon Edgar Mareuse cette place était située rue des Déchargeurs, avant de devenir le cul-de-sac ou rue de la Fosse-aux-Chiens (actuelle impasse des Bourdonnais), elle était alors plus vers la rue des Bourdonnais. 
Le marché est déplacé vers 1360 sur le côté oriental de la butte Saint-Roch, non loin de l'église Saint-Roch.